# Jonathan Sexton
Pour les articles homonymes, voir Sexton.

a Compétitions nationales et continentales officielles uniquement.

b Matchs officiels uniquement.
Dernière mise à jour le 17 septembre 2023.
Jonathan Sexton, né le 11 juillet 1985 à Dublin (Irlande), est un joueur international irlandais de rugby à XV jouant au poste de demi d'ouverture.
Jonathan Sexton fait ses débuts avec le Leinster en 2006, remportant trois Coupes d'Europe en 2009, 2011 et 2012, le Challenge européen en 2013, et deux victoires en Celtic League 2008 et Pro 12 2013. Il rejoint ensuite pour deux saisons le club français du Racing Métro 92 de 2013 à 2015, avant de retrouver la province du Leinster où il remporte une quatrième Coupe d'Europe en 2018 et quatre Pro14 (2018, 2019, 2020, 2021) avant d'achever sa carrière en 2023.
Successeur de Ronan O'Gara au poste d'ouvreur avec l'équipe d'Irlande, Jonathan Sexton remporte le Tournoi des Six Nations à quatre reprises (dont deux Grands Chelems) et dispute quatre Coupes du Monde, échouant à chaque fois en quart de finale. Il représente également les Lions britanniques et irlandais lors de deux tournées (2013 et 2017) et marque 1 108 points au cours de sa carrière internationale, ce qui fait de lui le meilleur marqueur de l'histoire de l'équipe d'Irlande. 
Sexton est désigné meilleur joueur du monde pour l'année 2018 par World Rugby. Il est le deuxième Irlandais à remporter ce prix, après le premier lauréat Keith Wood, en 2001. Il est considéré comme étant l'un des meilleurs demi d'ouverture au monde durant sa carrière et l'un des meilleurs joueurs irlandais de l'histoire. 
Il fait partie du cercle très fermé des joueurs ayant remporté quatre fois la Champions Cup, en compagnie de Cian Healy, Cédric Heymans, Frédéric Michalak, Isa Nacewa et Devin Toner. Un record dans la compétition.  

## Biographie

### En club

#### Débuts au Leinster (2006-2013)

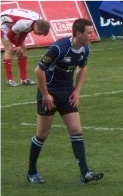
Jonathan Sexton sous le maillot du Leinster

Il joue avec la province de Leinster en Coupe d'Europe (10 matchs en 2007-2010) et en Celtic League. Il profite de la blessure de Felipe Contepomi pour disputer la demi-finale et la finale de la Coupe d'Europe 2008-2009 où il se révèle décisif. En 2011, il remporte avec le Leinster la Coupe d'Europe. Il marque de son empreinte la finale en marquant 28 des 33 points de son équipe et est désigné par l'ERC comme étant l'homme du match. En 2012, il marque 15 points dans la finale de la H Cup, remportée 42-14 par les siens face à l'Ulster.

#### Passage au Racing Métro (2013-2015)
Le 25 janvier 2013 Jonathan Sexton annonce qu'il ne renouvelle pas son contrat avec la Fédération irlandaise de rugby à XV (IRFU), contrat qui prend fin au terme de la saison 2012-2013. Il est alors suggéré qu'un contrat de deux ans est signé avec le club français du Racing Métro 92.
Le 19 février 2013, sa signature pour deux années (plus une année optionnelle) est annoncée officiellement. Il devient ainsi le joueur irlandais le mieux rémunéré avec un contrat annuel de 750 000 €.
Pour sa première saison, il prend part à trente-six rencontres. Son principal fait d'armes sont les 21 points marqués face au Stade Toulousain en barrage, qui permet à son équipe d'atteindre les demi-finales du Top 14.
Sa deuxième saison sous le maillot ciel et blanc est moins bonne, avec seulement quatorze matchs disputés. Dès le mois de septembre 2014, il annonce qu’il retournera au Leinster à la fin de saison, ce qui lui permettra de préparer idéalement la Coupe du monde 2015.
En fin d'année 2014, il fait partie des cinq joueurs nommés pour le titre de meilleur joueur du monde World Rugby, avec Willie le Roux, Duane Vermeulen, Julian Savea et Brodie Retallick. C'est finalement Retallick qui remporte cette distinction.
En avril 2023, il déclare qu'il regrette d'avoir joué deux saisons au Racing 92 et qu'il aurait préféré rester au Leinster.

#### Retour au Leinster (depuis 2015)
En 2015, en fin de contrat avec le Racing, il rentre finalement dans son ancien club du Leinster à partir de la saison 2015-2016 où il s'engage pour quatre ans et y devient petit à petit un leader,.
Durant la saison 2017-2018, il participe à douze rencontres pour onze titularisations. Le Leinster se qualifie d'abord en finale de la Coupe d'Europe. Pour ce match, face à son ancien club, le Racing 92, Sexton est titulaire, marque trois pénalités et les siens l'emportent 15 à 12 face au Racing 92. Puis, deux semaines plus tard, il est titulaire en finale du Pro 14 et inscrit treize points au pied permettant au Leinster de battre les Scarlets 40 à 32.
À la fin de l'année 2018, il est élu meilleur joueur World Rugby de l'année.
En début de saison 2018-2019, il est nommé capitaine de l'équipe. Il joue au total douze matchs toutes compétitions confondues, dont onze titularisations et inscrit 102 points. Le Leinster atteint la finale de la Coupe d'Europe où il affronte les Saracens. Jonathan Sexton débute cette rencontre et marque cinq points. Cependant, les Irlandais sont battus 20 à 10. Aussi, le Leinster se qualifie pour les phases finales de championnat auxquelles il participe. Sa province atteint la finale, où elle affronte les Écossais de Glasgow. Il est une nouvelle fois dans le XV de départ marque huit points et permet à son équipe de s'imposer sur le score de 15 à 18.
Lors de la saison 2019-2020, le Leinster atteint la finale du Pro14. Pour ce match, face à l'Ulster, Jonathan Sexton est sur le banc des remplaçants, le titulaire à l'ouverture étant Ross Byrne. Il le remplace ensuite à la 59e minute, puis son équipe s'impose sur le score de 27 à 5,.
De même la saison suivante, en 2020-2021, le Leinster atteint de nouveau la finale du Pro14. Cette fois, face au Munster, il est remplaçant de Ross Byrne avant de le remplacer en seconde période, et son équipe l'emporte une fois de plus, sur le score de 16 à 6,. Il remporte ainsi le Pro14 pour la quatrième saison consécutive.
En 2021-2022, il joue au total onze matchs inscrivant 107 points. Sa province se qualifie dans un premier temps en finale de la Coupe d'Europe après avoir éliminé le Connacht, Leicester et le Stade toulousain. En finale, face au Stade rochelais, il est titulaire et passe six pénalités, soit dix-huit points. Il joue 62 minutes avant d'être remplacé par Byrne mais son équipe est battue sur le score de 21 à 24. En United Rugby Championship, le Leinster est éliminé en demi-finale par l'équipe sud-africaine des Bulls.
À l'issue de la saison 2022-2023, il est nommé pour l'Oscar Europe aux Oscars du Midi olympique, récompensant le meilleur d'Europe de la saison,.

### En équipe nationale

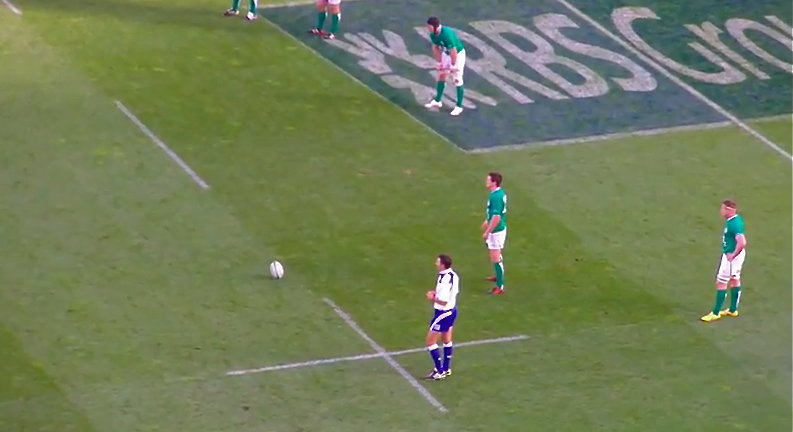
Sexton avec l'Irlande lors du Tournoi

Il dispute dix matchs avec l'équipe nationale des moins de 21 ans en 2005 et 2006 et dix autres avec l'équipe senior réserve (Irlande A).
Il remporte notamment la Churchill Cup en 2009 avec cette dernière. Il est retenu avec l'équipe d'Irlande dans le groupe de joueurs pour le Tournoi des Six Nations 2008. Le 21 novembre 2009, il connaît sa première sélection avec l'équipe d'Irlande et il est désigné meilleur joueur après avoir inscrit 16 points contre les Fidji. Il est titulaire contre les champions du monde sud-africains pour une victoire 15 à 10 (15 points de Sexton). Blessé, il revient en équipe nationale pour le Tournoi des Six Nations 2010 où il est remplaçant contre la France puis titulaire contre l'Angleterre et le pays de Galles.
Jonathan Sexton est sans doute le joueur le plus influent de l’Irlande dans leur victoire au Tournoi des Six Nations 2014, dans laquelle il termine meilleur marqueur (4 essais, à égalité avec Mike Brown) et meilleur réalisateur (avec 66 points).
Dans le dernier match contre la France, au Stade de France, il marque deux essais et 17 des 22 points irlandais (victoire 22-20), offrant ainsi au XV du Trèfle la victoire dans le Tournoi. Le match est marqué par la dernière apparition de Brian O'Driscoll sous le maillot irlandais.
Malgré une blessure au pouce, Jonathan Sexton participe à tous les matchs du Tournoi durant lequel les Irlandais n’ont concédé qu’une seule défaite, face à l'Angleterre à Twickenham (13-10).
Il confirme sa bonne forme lors des tests matchs de novembre, avec notamment deux victoires contre l'Afrique du Sud, sur le score de 29 à 15 avec seize points de Sexton, puis face à l'Australie 26 à 23, Sexton inscrivant de nouveau seize points. Lors de ce dernier match, il subit sa quatrième commotion cérébrale de l'année, ce qui l'oblige, en raison d'un accord entre World Rugby et la Ligue nationale de rugby, à observer un repos de douze semaines. La bonne année de l'équipe irlandaise permet à celle-ci d'atteindre pour la première fois de son histoire la troisième place du Classement World Rugby. Jonathan Sexton est également nommé par World Rugby parmi les cinq derniers prétendants au titre de meilleur joueur du monde en 2014, titre finalement remporté par le Néo-Zélandais Brodie Retallick.
C'est finalement lors de la deuxième journée du Tournoi des Six Nations 2015, face aux Français, qu'il fait son retour sur les terrains, avec un poste de titulaire. L'Irlande s'impose sur le score de 18 à 11 à l'Aviva Stadium, avec quinze points de Sexton,. Lors du match suivant, face aux Anglais, il inscrit quatorze des dix-neuf points de son équipe qui s'impose 19 à 9. Rétabli après une blessure aux tendons face aux Anglais, il inscrit onze points lors de la défaite 23 à 16 face au pays de Galles. L'Irlande remporte son dernier match face à l'Écosse sur le score de 40 à 10 avec dix-huit points de Sexton. L'Irlande remporte de nouveau le Tournoi.
En janvier 2018, il est de nouveau convoqué en sélection nationale pour le Tournoi des Six Nations 2018, durant lequel il joue les cinq matchs en tant que titulaire, marquant 44 points dont un drop décisif (de 45 mètres) en ouverture contre la France (victoire 15-13). L'Irlande remporte les cinq matchs et réalise le Grand Chelem.
Début janvier 2023, il est convoqué par Andy Farrell pour disputer le Tournoi des Six Nations. Il joue quatre des cinq matchs du Tournoi en tant que titulaire, manquant la rencontre face à l'Italie à cause d'une blessure à l'aine. Il marque au total 35 points, lui permettant de devenir le meilleur marqueur de l'histoire du Tournoi des Six Nations, dépassant ainsi son compatriote Ronan O'Gara. L'Irlande remporte la compétition en réalisant le Grand Chelem et Sexton est retenu dans l'équipe type de la compétition.
Fin mai 2023, il est présélectionné dans un groupe de 42 joueurs pour préparer la Coupe du monde 2023 avec son pays,.
Le 16 septembre face aux Tonga, Jonathan Sexton atteint les 1 090 points marqués avec la sélection nationale, battant ainsi le record du nombre de points inscrits par un joueur irlandais, jusque là détenu par Ronan O'Gara (1 083 points). Classée numéro 1 mondiale et désignée favorite de la compétition, l'Irlande termine en tête de son groupe pourtant composé de l'Afrique du Sud (victoire 13-8) et de l'Écosse (victoire 36-14). Mais en quart-de-finale, le XV du Trèfle est éliminé par la Nouvelle-Zélande manquant une nouvelle fois le dernier carré de la Coupe du monde. Jonny Sexton, capitaine de l'équipe, achève sa carrière sur cette défaite où il est salué par ses coéquipiers et adversaires,,.

### Lions britanniques et irlandais
Il participe à deux tournées des Lions britanniques et irlandais. Il joue d'abord lors de celle de 2013 en Australie. Il est titulaire du poste de demi d'ouverture lors des trois tests face aux Wallabies, inscrivant un essai. Il dispute au total sept rencontres, inscrivant trois essais et deux transformations pour un total de 19 points. Lors de la tournée suivante, en 2017 en Nouvelle-Zélande, il entre en jeu lors du premier test contre les All Blacks, puis dispute les deux derniers en tant que titulaire. Il n'inscrit aucun point lors de ces tests. Il dispute également quatre rencontres, inscrivant une pénalité.

## Palmarès

### En club
- Leinster
  - Finaliste du Pro12/Pro14 en 2006, 2010, 2011, 2012 et 2016
  - Vainqueur du Pro12/Pro14 en 2008, 2013, 2018, 2019, 2020 et 2021
  - Vainqueur de la Coupe d'Europe en 2009, 2011, 2012 et 2018
  - Vainqueur du Challenge européen en 2013
  - Finaliste de la Coupe d'Europe en 2019 et 2022

### En équipe nationale
- Irlande
  - Vainqueur du Tournoi des Six Nations en 2014, 2015, 2018 et 2023
  - Vainqueur de la Triple couronne en 2018, 2022 et 2023

### Distinctions personnelles
- Meilleur réalisateur de la Coupe d'Europe en 2011 (138 points) et 2012 (103 points) et 2022 (83 points)
- Prix du meilleur joueur World Rugby 2018
- Membre du XV masculin de l'année en 2022[55]
- Membre de l'équipe type du Tournoi des Six Nations en 2023[56]
- Meilleur réalisateur de l’histoire du Tournoi des Six Nations (566 points)[57],[58]
- Meilleur réalisateur de l'histoire de l'équipe d'Irlande de rugby à XV depuis septembre 2023 (1 090 points inscrits, série en cours)[49].

## Statistiques

### En équipe nationale
Au 17 septembre 2023, Jonathan Sexton compte 115 sélections avec l'Irlande, dont 104 en tant que titulaire, depuis sa première sélection le 21 novembre 2009 face à l'équipe des Fidji. Il inscrit 1090 points : 18 essais, 212 pénalités, 176 transformations et quatre drops.
Il participe à quatorze éditions du Tournoi des Six Nations, en 2010, 2011, 2012, 2013, 2014, 2015, 2016, 2017, 2018, 2019, 2020, 2021, 2022 et 2023. Il dispute 60 rencontres, 57 en tant que titulaire, et inscrit 566 points.
Il participe à quatre éditions de la coupe du monde. Il fait ses débuts dans cette compétition en 2011 où il affronte les États-Unis, l'Australie, la Russie, l'Italie et le pays de Galles, inscrivant 21 points, quatre pénalités, trois transformations et un drop. Quatre ans plus tard, lors de l'édition 2015, il dispute trois des quatre matchs de poule, face au Canada, à l'Italie et la France. Lors de ces trois matchs, il inscrit 31 points, un essai, face au Canada, quatre transformations et six pénalités. Il doit toutefois déclarer forfait pour le quart de finale contre l'Argentine. Lors de l'édition 2019, il dispute quatre rencontres, trois lors du premier tour, contre l'Écosse, la Russie et les Samoa, rencontres où il inscrit 18 points dont deux essais, et le quart de finale, perdu contre la Nouvelle-Zélande où il ne marque pas le moindre point. En 2023, il commence son aventure par une large victoire face à la Roumanie (82-8) où il marque notamment deux essais.

## Personnalité

### Un caractère exigeant envers lui-même

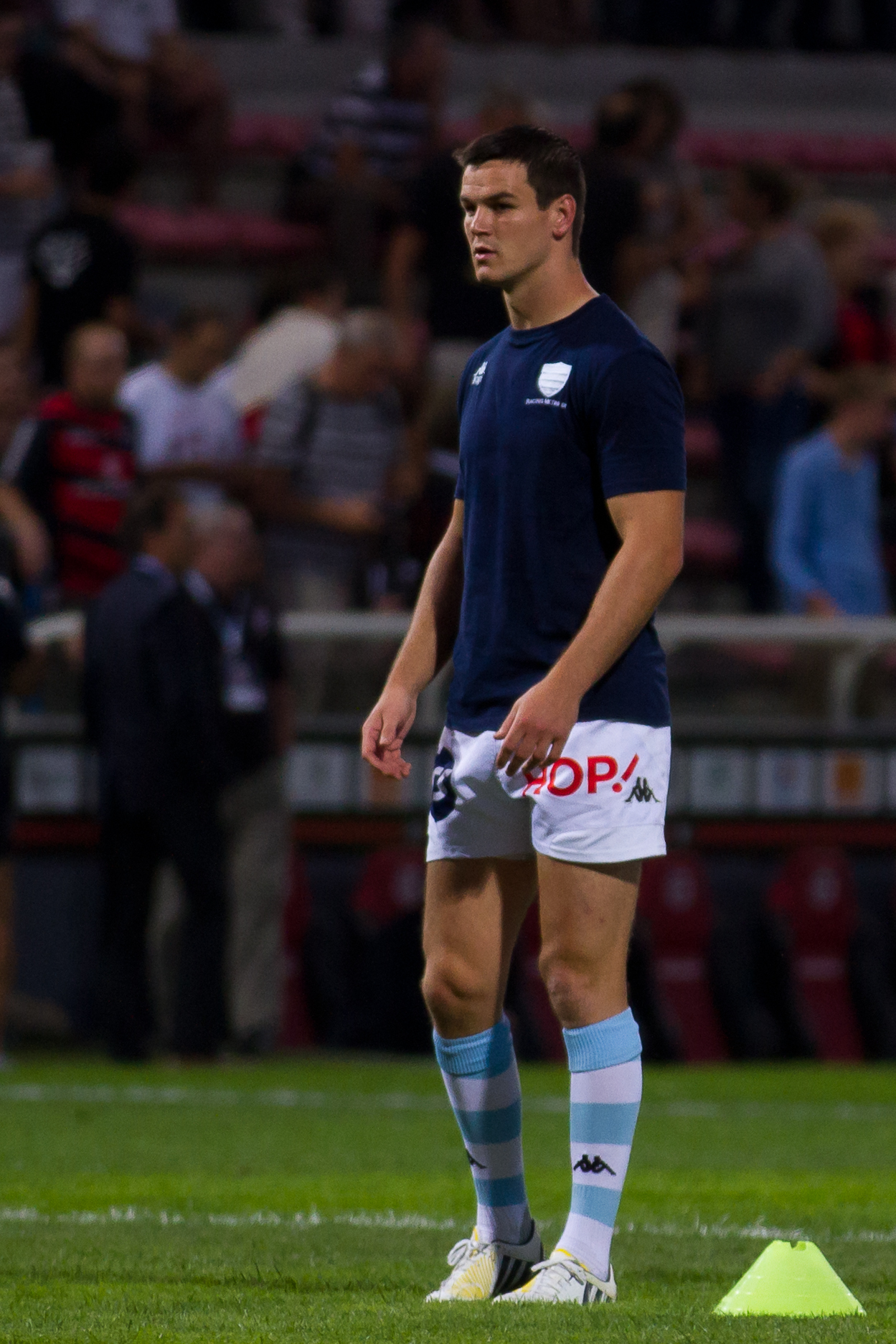
Jonathan Sexton à l'entrainement en 2013

Jonathan Sexton est un joueur exigeant envers lui-même et envers ses coéquipiers. Selon Joe Schmidt, son entraineur au Leinster puis en équipe nationale, lorsque le joueur manque un geste, il « se le reproche particulièrement, alors qu'il a fait au moins 30 autres choses très positives ». Mais ce dernier pense également que c'est ce qui fait la force du joueur et ce qui permet de tirer l'équipe vers le haut : « Mais c'est ce qui le fait avancer et c'est aussi comme ça qu'il fait avancer toute l'équipe ». Paul O'Connell déclare que « Jonny est le plus grand compétiteur que vous ayez jamais vu, c'est un  travailleur incroyablement acharné ».

### Un caractère exigeant envers les autres
L'exigence du joueur fait qu'il n'est pas apprécié par tous ses coéquipiers. Brian O'Driscoll avoue que les deux joueurs ont « passé quelques matches à se crier dessus ». Son concurrent lors de ses débuts avec le XV du Trèfle, Ronan O'Gara, déclare que leur relation a parfois été difficile : « au début, je n'aimais pas Jonathan, et il ne m'aimait pas ». Son entraîneur au Racing 92, Laurent Labit, raconte au sujet de l'ouvreur irlandais « Il avait tendance à plutôt employer la manière forte et un langage très fleuri dans le feu de l’action. C’était parfois à la limite de l’insulte. Il en avait conscience. Par moments, Jonathan était vraiment incontrôlable. Sur un lancement de jeu, si un mec s’oubliait, il était capable de le pourrir… ». Son coéquipier du Racing 92, Alexandre Dumoulin confirme ce trait de caractère « il est très dur avec lui-même et donc avec les autres aussi ».

### Association
Depuis septembre 2009, Jonathan Sexton est un ambassadeur de l'association caritative Make-A-Wish fondation dont le but est d'exaucer le vœu d'enfants entre 2 ans et demi et 18 ans qui sont ou ont été gravement malades.